# スパイダーマン:ノー・ウェイ・ホーム
『スパイダーマン：ノー・ウェイ・ホーム』（原題: Spider-Man: No Way Home）は、マーベル・コミックのスーパーヒーロー『スパイダーマン』をベースとした、2021年のアメリカ合衆国のスーパーヒーロー映画。監督はジョン・ワッツ、脚本はクリス・マッケナ、エリック・ソマーズ、出演はトム・ホランド、ゼンデイヤ、ベネディクト・カンバーバッチ、ジェイコブ・バタロンら。
コロンビア ピクチャーズとマーベル・スタジオが共同で製作し、ソニー・ピクチャーズ リリーシングが配給する。『スパイダーマン:ホームカミング』（2017年）、『スパイダーマン:ファー・フロム・ホーム』（2019年）に次ぐシリーズ3作目であり、「マーベル・シネマティック・ユニバース」（MCU）の27作目である。

## ストーリー
スパイダーマン:ファー・フロム・ホームの直後。クエンティン・ベック/ミステリオの策略で正体を明かされてしまったピーター・パーカー/スパイダーマン。ミステリオ殺害の容疑をかけられたピーターは、ダメージ・コントロール局に拘束され、親友のネッド、恋人のMJ、そしてメイおばさんまでもが尋問を受けてしまう。盲目の弁護士マット・マードックの尽力で不起訴となるものの、社会におけるスパイダーマンの評価は二分されてしまう。そのあおりを受け、ピーターだけでなく無関係のMJとネッドが受験したMIT（マサチューセッツ工科大学）を不当な理由で不合格とされてしまった。
追い詰められたピーターは、かつて宇宙の命運をかけて共に戦ったスティーブン・ストレンジ/ドクター・ストレンジに助けを求める。時間を司るタイム・ストーンを失ったストレンジが提案したのは、全ての人々からピーターの正体を忘れさせる呪文の行使であった。しかし、詠唱の途中でピーターが邪魔をしてしまったために呪文は失敗に終わり、ストレンジはMITに掛け合うこともせずに助けを求めてきたピーターを叱責する。
魔術に頼らずに状況の改善を図ったピーターは橋の中央でMIT副学長を発見して説得を試みるも、その最中に謎のアームを装備した男の襲撃を受ける。執拗にスパイダーマンを攻撃するオットー・オクタビアス/ドクター・オクトパスは、アイアンスパイダースーツからナノマシンを奪って自身のアームと結合させ、スパイダーマンを追い詰める。しかしナノマシンを奪ったことが仇となってアームの主導権を奪われ、戦闘はスパイダーマンの勝利に終わる。その直後、パンプキンボムの爆発と共にグライダーに乗った緑色の男、ノーマン・オズボーン/グリーン・ゴブリンが姿を現す。呆気にとられるピーターだったが、直後にストレンジの魔術でサンクタムに転移する。ストレンジによれば、すでに捕らえられていたカート・コナーズ/リザードも含め、魔術の失敗によって「ピーターがスパイダーマンだと知る者達を、他の並行世界から呼び寄せてしまった」のだという。こうして、ピーターはMJ、ネッドと共に、他に呼び寄せられた訪問者たちを捕縛し元の世界に帰すための戦いに挑む。
ノーマンの追跡中、電気を自在に操るマックス・ディロン/エレクトロを発見、彼との戦闘中に現れた全身が砂で出来たフリント・マルコ/サンドマンも含め、捕縛に成功。さらに本来の人格を取り戻したノーマンがメイを通じてピーターに接触、サンクタムへと移送される。ストレンジが呪文を逆転させて彼らをそれぞれのユニバースに戻すよう準備をする中でピーターは、彼ら全員が「それぞれの世界のスパイダーマンと戦い、死亡する」運命にあることを知る。ピーターは彼らを救うために、彼らの力を失わせ、善人に戻してから元の世界に戻すことを提案するが、ストレンジは運命を変えることはできないと拒否する。ストレンジと対立したピーターは、呪文を逆転させるための装置を奪って逃走。追跡するストレンジと戦闘となる。ミラー・ディメンションでの戦闘をストレンジに有利に進められるピーターだったが、数学を駆使した策略で見事ストレンジを捕らえることに成功。ストレンジをグランドキャニオンに閉じ込め、彼から奪った装置とスリング・リングをMJとネッドに託し、ピーターは訪問者たちの治療に専念する。
訪問者たちを治療すべくメイと共にハッピーのアパートを訪れたピーター。ノーマンの助力もあってオクトパスのアームの制御チップを作り直して彼の狂気を取り払い、本来のオクタビアスに戻す事に成功するが、エレクトロの治療の途中でゴブリンの人格がノーマンを支配してしまう。ゴブリンの言葉で反旗を翻したエレクトロはオクタビアスを撃破しアーク・リアクターを奪って逃走。更に全く知らない世界に対して徐々に不信感を募らせ、この場にいても自分にはメリットが無いと感じたサンドマンと最初からピーター達を信用していなかったリザードまで逃亡してしまう。必死にメイを逃がそうとするピーターだったが、ゴブリンとの死闘の末、メイを失ってしまう。死の直前のメイから「大いなる力には、大いなる責任が伴う」と伝えられたピーターは、ハッピーの決死の守りもあり、騒ぎを聞きつけたダメージ・コントロール局から逃れる。
一方、MJとネッドは偶然にもスリング・リングを用いたポータルの作成に成功。ピーターを呼び寄せようとするものの、現れたのはノーマン、オクタビアス、フリントたちの世界（＝『スパイダーマン』三部作）から来たピーター・パーカー（通称ピーター2）と、コナーズとマックスの世界（＝『アメイジング・スパイダーマン』シリーズ）から来たピーター・パーカー（通称ピーター3）であった。彼らの助言によって、行方をくらましたピーターを発見。戦意を完全に失っていたピーターだったが、別の世界を生きるピーターたちとそれぞれが愛する者と離別したことについて語り合い、メイの遺志に敬意を表し、訪問者たちを治療して元の世界に帰すため尽力しようと決意する。
3人のスパイダーマンとMJ、ネッドは、デイリー・ビューグルの放送を利用して改装中の自由の女神にヴィラン達を誘い込む。スパイダーマン達とかつてのヴィランが戦い、サンドマンとリザードを本来のフリントとコナーズの姿に戻すことに成功する。さらにオクタビアスがスパイダーマン側に加勢し、エレクトロからアーク・リアクターを奪取し、その力を封印。遂に本来のマックスに戻す。ネッドがポータルを開いたことでストレンジがミラー・ディメンションから帰還し、ピーターたちが成したことを称賛する。しかし急襲したゴブリンのパンプキン・ボムによってストレンジの封印していた呪文が解き放たれてしまったことで次元の裂け目が生じ、マルチバースから「ピーター・パーカーを知る者」たちが大群をなして現れ始める。
ストレンジがマルチバースの扉を閉じようと試みる中、メイを殺されたピーターは挑発するゴブリンを攻撃、そのまま彼のグライダーを用いて殺害しようとするが、それを止めたのはかつてゴブリンと戦ったピーター2であった。ピーター2はゴブリンに刺されながらも彼をかばい、その姿を見たピーターはピーター3が投げた治療薬を受け取ってゴブリンに注射、ノーマンとしての人格を完全に取り戻させることに成功する。
すべての仕事を終えたピーターは、制御不能に陥ったマルチバースの侵蝕を止めるため、その中心にいる自分の記憶をすべての人々から消し去ってほしいとストレンジに伝える。共に戦ったピーターたち、最愛のMJやネッドに別れを告げ、再び出会うことを約束すると、ストレンジの魔術が行使される。こうして、この世界を訪れたすべての人物は各々の並行世界へと帰還し、そしてあらゆる人物がピーターに関する記憶を失った。
2週間後のクリスマス。ピーターはMJが働くドーナツカフェを訪れる。そこにはネッドも来店していたが、やはり二人ともピーターのことを覚えていない様子だった。ピーターは記憶を失くす前の二人と交わした約束通りに自分を思い出させようと試みるが、MJの額に残っていた傷を見て考えを改め、自らの名前を告げただけで、MJから受け取ったコーヒーを片手にその場を去った。その後、花を供えるために訪れたメイの墓では、やはりピーターの記憶を失っているハッピーと会話を交わし、メイを悼む。
その後、全てを失ったピーターは新しく借りた空っぽのアパートの一室に箱ひとつで引っ越す。警察の通信をチェックしながら、ピーターは新しく手作りしたスーツをまとい、アパートの窓から雪の降るニューヨークへと飛び出す。そう、スパイダーマンとして。
ミッド・クレジット・シーン。ひっそりとこの世界に召喚されていたエディ・ブロック/ヴェノムは、酒を飲みながらこの世界で起きた出来事を聞いていた。代金を払う直前にストレンジの魔術によってこの世界を去ったエディであったが、彼がいた場所には、ヴェノムのシンビオートの一部が残っていた。

## キャスト

### 主な登場人物
ピーター・パーカー / スパイダーマン
演 - トム・ホランド、日本語吹替 - 榎木淳弥
放射能を浴びたクモに噛まれ、クモの特殊能力を得た高校生にして、“アベンジャーズ”の一員でもあったニューヨークのヒーロー。本作の最終決戦では他のピーターと差別化するため、“ピーター1”の愛称で呼ばれる。前作にて、クエンティン・ベック / ミステリオにスパイダーマンの正体はピーターと暴露され、更にミステリオ殺害の容疑をかけられる。全てを解決するべく、共に宇宙を救った仲であるドクター・ストレンジに自身の正体に関する記憶を消すように頼み込むが、呪文を唱え出した最中に妨害してしまったことで失敗してしまい、ピーター・パーカーがスパイダーマンだと知る人物達を並行世界から呼び寄せてしまい、ストレンジと共に後始末を開始する。
ミシェル・ジョーンズ（MJ）
演 - ゼンデイヤ、日本語吹替 - 真壁かずみ
ピーターのクラスメイトでありガールフレンド。本作においては、ピーターが冤罪をかけられたとばっちりで立場が悪くなってしまうが、そんな彼を何があってもそばから支え続けようとする。
ネッド・リーズ
演 - ジェイコブ・バタロン、日本語吹替 - 吉田ウーロン太
ピーターのクラスメイトであり親友。MJと同様の理由で立場が悪くなってしまうが、彼もまたピーターをそばから支え続けようとし、魔術の才能の片鱗を見せるようになる。
スティーヴン・ストレンジ / ドクター・ストレンジ
演 - ベネディクト・カンバーバッチ、日本語吹替 - 三上哲
元神経外科医で、“マスターズ・オブ・ミスティック・アーツ”に属する魔術師。“至高の魔術師［ソーサラー・スプリーム］”の座は宇宙の命運を懸けた戦いに敗れ、消滅していた5年の間にウォンに移ってしまった。また、サノスとの戦いでタイム・ストーンは失われたままとなっている。
本作ではピーターの頼みを聞き、マルチバースに接続して他者の記憶を操作する呪文を行使するが、当のピーターに妨害されて失敗に終わり、並行世界からの侵入者を元の世界に戻すための後始末を始める。

### 並行世界からの登場人物
ピーター・パーカー / スパイダーマン (ピーター2)
演 - トビー・マグワイア、日本語吹替 - 猪野学
ノーマン、オクタビアス、フリントらと戦った後に転移させられた“アース96283”のピーター/スパイダーマン。演じたマグワイアはサム・ライミ監督のスパイダーマン3部作から続投した。本作では他のピーターと差別化するため、“ピーター2”の愛称で呼ばれる。
他のピーターより少し年上であり、スイングのし過ぎで腰痛に悩ませられているという。また、彼のみウェブ・シューターを用いず自身の手首から直接ウェブを射出する。
ノーマンの死後も、グリーン・ゴブリンの人格を治療する薬について開発を進めていた。また善性を取り戻したオクタビアスに対しても、懐かしむように穏やかに接しており、フリントに対しても「一緒に帰ろう。」と優しく接している。
最終決戦ではメイの仇であるゴブリンと対峙して冷静さを欠いたピーター1がゴブリンのグライダーで彼を刺そうとしたところに割って入り、それを制止。それによって自身が背後からゴブリンに刺されてしまうが一命は取り留め、結果的に自身が救えなかったノーマンを救うことに繋がった。
ピーター・パーカー / スパイダーマン (ピーター3)
演 - アンドリュー・ガーフィールド、日本語吹替 - 前野智昭
コナーズやマックスと戦い、恋人であったグウェン・ステイシーを失った後に転移させられた、“アース120703”のピーター/スパイダーマン。演じたガーフィールドはマーク・ウェブ監督の『アメイジング・スパイダーマンシリーズ』から続投した。
本作では他のピーターと差別化するため、“ピーター3”の愛称で呼ばれる。
『アメイジング・スパイダーマン2』での最終決戦にて、ガールフレンドであったグウェンを喪った際はスパイダーマンとして活動できなくなるほどのショックを受けていたが、同作のラストでは彼女の希望に応えようと再びスパイダーマンとして立ち上がっていた。しかし本作では、その後も自身がグウェンの死から立ち直ることができず、冷酷に人を殴り続けるなど「親愛なる隣人」としての正気を失っていたことが明かされ、メイを失ったピーター1を「君には僕のようになってほしくない」と思いやった。最終決戦では、高所から落下したMJを紙一重で救えなかったピーターの代わりに救出し、MJをしっかり守り抜いた。
また、かつての戦いで止むを得ず、倒してしまったマックスに対しても後悔が残っていたが、今回は何とか彼を救出し「凡人なんかじゃ無い」と励ましていた。コナーズに対しては自身の世界で既に一度彼の治療に成功していた為、治療薬の精製を難なくこなし、戦いの最中にも「どうも、コナーズ博士」と元気そうに挨拶していた。
ノーマン・オズボーン / グリーン・ゴブリン
演 - ウィレム・デフォー、日本語吹替 - 山路和弘
“オズコープ社”の元CEOで、実験用のパワー増強剤を自ら服用し、“グリーン・ゴブリン”としての別人格に意識を支配されたアース96283出身の天才科学者。スパイダーマンの正体がピーターと知った後、アース616に転移させられて来た。ハイウェイでの騒動後、路地裏にてノーマンの人格に一時的に戻り、ヘルメットを破壊し走り去るが、再び乗っ取られてしまう。ゴブリンは、ピーター1による治療を受け入れようとする他の者に対して「治療など必要ない」「これは呪いではない」と訴える。
ノーマン/ゴブリンを演じたデフォーはサム・ライミ監督の『スパイダーマン』3部作から続投した。
オットー・オクタビアス / ドクター・オクトパス
演 - アルフレッド・モリーナ、日本語吹替 - 銀河万丈
『スパイダーマン2』にて核融合装置の公開実験中に爆発事故を起こして人工アームが取り外せない体となり、アームの人工知能によって思考が狂気に染まってしまったアース96283出身の天才科学者。ピーター1/スパイダーマンと戦うもアイアン・スパイダーマン・スーツのナノマシンがアームとペアリングしたことで敗れ捕縛される。ピーターの素顔を見て、自身の知るピーター・パーカー（ピーター2）とは別人であることに困惑していた。
本作での彼は前述の映画にて核融合装置と共に川へと沈んで、死亡する直前の時系列のアース96283からやって来た。オットーを演じたモリーナは『スパイダーマン2』から続投した。
マックス・ディロン / エレクトロ
演 - ジェイミー・フォックス、日本語吹替 - 中村獅童
電気ウナギが飼育される水槽に落下する事故により電力を操る力を得たアース120703出身の元オズコープ社の電気技師。
演じたフォックスは『アメイジング・スパイダーマン2』から続投したが、アース616に到着した後の彼の体色は青色ではなく、送電施設での戦いでフリントとピーター1の協力により人間時の姿で行動できるようになった。人間時は送電施設にあった作業着を着ている。
自由の女神での戦いにて“アーク・リアクター”を搭載したスーツを装着し参戦する。
本作での彼は前述の映画にて変電施設で電気を多く取り込んで爆死する直前にアース616にやって来た。
フリント・マルコ / サンドマン
声 - トーマス・ヘイデン・チャーチ、日本語吹替 - 石田圭祐
刑務所から脱走した際に素粒子実験場の素粒子分解装置に入り込んでしまい、体の分子が全て砂になってしまったアース96283出身の強盗犯。マックスとの戦いの際にピーター1に加勢したが、自身の知るスパイダーマン（ピーター2）と異なる顔のピーター1を完全には信じておらず、最終決戦ではスパイダーマンズと対立する。
演じたチャーチは『スパイダーマン3』から声とアーカイブ映像という形で続投した。本作での彼は前述の映画にて病弱な娘と再会するために、砂となって飛び去るその後にこの世界へとやって来た。
カート・コナーズ / リザード
声 - リス・エヴァンス、日本語吹替 - 内田直哉
オズコープ社で不完全な薬を投与してしまい、トカゲと同等の身体となってしまったアース120703出身の科学者。下水道にてストレンジに見つかり最初に投獄された。
演じたエヴァンスは『アメイジング・スパイダーマン』から声とアーカイブ映像という形で続投した。本作での彼はスパイダーマンの正体がピーターと知ってから、人類をトカゲに変えるバイオテロを引き起こそうとする間の時系列から、アース616にやって来た。
エディ・ブロック / ヴェノム
演 - トム・ハーディ（クレジットなし）、日本語吹替 - 諏訪部順一（エディ） / 中村獅童（ヴェノム）
ミッド・クレジットシーンに登場。地球外生命体“シンビオート”が寄生したことでヴェノムとなった敏腕記者。バーで“デシメーション”前後に起きた出来事を取材後にニューヨークに向かおうとしていたが、ストレンジの魔術によりピーターと全く出会うことがないまま元の世界に帰された。その後、バーにはシンビオートの断片だけが取り残されていた。
尚、並行世界から飛ばされる様子は『ヴェノム:レット・ゼア・ビー・カーネイジ』のミッドクレジットシーンで描かれている。

### スパイダーマンの関係者
メイ・パーカー
演 - マリサ・トメイ、日本語吹替 - 安藤麻吹
ピーターのおば。本作ではMJたちと同様の理由で立場が悪くなってしまうが、彼の保護者としてピーターをそばから支え続け、時には随所で諭して激励するも、壮絶な最期を迎えることになる。
ハロルド・“ハッピー”・ホーガン
演 - ジョン・ファヴロー、日本語吹替 - 大西健晴
スターク社本社屋のセキュリティ責任者であり、親友だった故トニー・スターク/アイアンマンの元ボディガード兼運転手。相変わらずメイに惚れているが、本人によれば彼女とは「別れてしまった」と語っている。本作では、彼もメイたちと同様の理由で立場が悪くなってしまうものの、自身のコンドミニアムに居候させるなどピーターを後見人として影から支え続ける。
三代目AI
声 - 不明、日本語吹替 - 藤森慎吾
橋でのオクタビアスとの戦いにて登場。正式名称は不明。
マシュー・ミッチェル・“マット”・マードック
演 - チャーリー・コックス、日本語吹替 - 内田夕夜
ニューヨークで活動する盲目の弁護士。彼の尽力によりピーターへの訴訟が取り下げられる。また、ミステリオの信奉者がパーカー家に投げ込んだ煉瓦もキャッチしている。

#### ミッドタウン高校
ユージーン・“フラッシュ”・トンプソン
演 - トニー・レヴォロリ、日本語吹替 - 畠中祐
ピーターのクラスメイト。本作ではスパイダーマンの正体がピーターと発覚したことで彼をあからさまに貶めることは無くなる。
ベティ・ブラント
演 - アンガーリー・ライス、日本語吹替 -  水瀬いのり
ピーターのクラスメイト。ミッドタウン高校のニュースチャンネルのパーソナリティ。ピーターを応援する立場で物語冒頭のみに登場する。
ジェイソン・イオネッロ
演 - ジョージ・レンデボーグ・Jr
ベティと同じ、ミッドタウン高校のニュースチャンネルのパーソナリティの少年。
ロジャー・ハリントン
演 - マーティン・スター、日本語吹替 - 長野伸二
ジュリアス・デル
演 - J・B・スムーヴ、日本語吹替 - 山野井仁
アンドレ・ウィルソン
演 - ハンニバル・ビューレス、日本語吹替 - 高桑満
ピーターの先生である3人の男性教師。

### ドクター・ストレンジの関係者
ウォン
演 - ベネディクト・ウォン、日本語吹替 - 田中美央
マスターズ・オブ・ミスティック・アーツのマスターであり、ストレンジの盟友である魔術師。ストレンジがデシメーションによって不在だった5年の間に、至高の魔術師（ソーサラー・スプリーム）に選ばれている。

### その他の人物
MIT副総長補佐
演 - ポーラ・ニューサム、日本語吹替 - 百々麻子
マサチューセッツ工科大学の副総長補佐を務める壮年女性。ハイウェイでピーター1とオクタビアスの激闘に巻き込まれて窮地に陥ったが、ピーター1に救われる。
J・ジョナ・ジェイムソン
演 - J・K・シモンズ、日本語吹替 - 立川三貴
デイリー・ビューグルの主催者兼ニュースキャスター。前作『スパイダーマン:ファー・フロム・ホーム』のミッド・クレジット・シーンのニュース映像でピーターをスパイダーマンの正体であると暴露し、その後もスパイダーマンを番組で強く批判し、彼を精神的に追い詰めていく。
シモンズはサム・ライミ監督の『スパイダーマン』3部作の他、『ザ・シンプソンズ』『アルティメット・スパイダーマン』でもジェイムソンを演じている。
P.クリアリー
演 - アリアン・モーエイド、日本語吹替 - 尾上松也
フォスター
演 - ゲイリー・ウィークス
ダメージ・コントロール局のエージェントである2人の男性。物語の冒頭でピーターやMJ達を尋問する。
クエンティン・ベック / ミステリオ
演 - ジェイク・ジレンホール（アーカイブ映像）、日本語吹替 - 高橋広樹
並行世界からやってきたヒーローを演じていたペテン師。前作のロンドンでのピーターとの戦いで死亡するも同胞が公開した映像にて、スパイダーマンの正体を告発する。
※この他に、ホランドの弟のハリー・ホランドが、麻薬ディーラー役でカメオ出演していたが最終的に本編からはカットされていたが、『THE MORE FUN STUFF VERSION』では映像が追加されている。また、『アベンジャーズ/エンドゲーム』にてモーガン・H・スタークを演じたレクシー・レイブも出演していたがカットされている。

## 設定・用語

### テクノロジー

#### スパイダーマンのツール
これまでの作品に登場した“アイアン・スパイダー・スーツ”、“アップグレード・スーツ”、“ウェブ・シューター（トニー・スターク製）”の他にも、新登場の“ブラック＆ゴールド・スーツ”、“インテグレート・スーツ”を装備・駆使する。

#### ヴィランのツール
グリーン・ゴブリンのツール
“グリーン・ゴブリン・スーツ”や、“パンプキン・ボム”、“ゴブリン・グライダー”を駆使する。
人工アーム
オクタビアスの身体に癒着し、彼を事実上操る人工知能搭載の金属製アタッチメント。

#### その他のテクノロジー
Dum-E（ダミー）
トニーの発明品のロボットアーム。ハッピーのコンドミニアムに置かれている形で登場する。
ファブリケーター
スターク・インダストリーズ社製のマシンで、“アイアンマン・アーマー”と同じ“アーク・リアクター”を動力源としている。ほぼどんな物でも解析・設計することを可能としている。ヴィラン一同の治療のために使われる。
治療用デバイス・薬品
ピーターが並行世界から転移してきたヴィラン一同の体質を治療し、善人に戻すために作り上げた各種メカや薬品。
神経阻害チップ
人工アームからの神経リンクをオクタビアスの頭脳に到達することを遮断する制御チップ。
サンドマン用デバイス
フリント/サンドマンの砂を操る能力を取り除くためのデバイス。
エレクトロ用デバイス
マックス/エレクトロの体内の膨大な電気エネルギーとそれを操る能力を吸引するデバイス。
リザード用解毒剤
コナーズ/リザードの体質を本来の人間としてのものへ治すために作られたガス状の解毒剤。
グリーン・ゴブリン用血清
ノーマンからグリーン・ゴブリンの人格を抹消するための注射式の薬品。
このほかにも、E.D.I.T.H.（イーディス）やコンバット・ドローンも物語冒頭のワンシーンに登場する。

### 魔術関連
ドクター・ストレンジのレリック
これまでのMCU作品に登場した“浮遊マント”や、“スリング・リング”を活用し、“アガモットの目”も所有する。

カフカルの魔法陣
他者の記憶を消去する忘却の魔術。ストレンジが発動できる魔術の一つだが、本作においての騒動の発端となってしまう。
マッキナ・ディ・カダバス
中断した魔術を凝縮して封印するレリック。本作のキーアイテムとして、物語中盤ではピーターとストレンジの間で争奪戦が繰り広げる。

### 団体・組織
デイリー・ビューグル
ジェイムソンが主催するネットニュースメディア。本作では瞬く間に規模を拡大し、ピーターを精神的に追い詰める役割で登場する。
ダメージ・コントロール局
超人たちによる被災地の後始末や整備などを主な業務とする行政機関。本作から、アメリカ国内で発生した超人に関する事件への直接対処にも出動するようになるが、デイリー・ビューグルと同様にピーターを精神的に追い詰める役割で登場する。
F.E.A.S.T.
メイが働くアメリカの非営利慈善団体。
このほかにも、“スターク・インダストリーズ”が物語冒頭のワンシーンに登場する。

### 地域・施設・異次元

#### アメリカ・ニューヨーク州
MSG
マンハッタン区8番街の施設。物語冒頭でピーターとMJは、街頭スクリーンに放送されたデイリー・ビューグルのニュースを真に受けた野次馬たちに群がられてしまったが、スイングして切り抜け、タイムズスクエアを通過した後、クイーンズボロ橋の頂上に到着して取材ヘリ群にも囲まれた後に、地下鉄に逃げ込む。
デルマーのサンドイッチ屋3号店
かつて焼けこげてしまったデルマーの食品雑貨屋の系列店。地下鉄に逃げ込んだピーターとMJがマンホールを通って地上に出た際、最初に現れた店だが、2人とも入店せずに跳び去る。
ミッドタウン高校
ピーターや彼の友人である同級生たちが在籍する理工科高校。本作での描写は然程多くないが、スパイダーマンの正体が世間に広まったことで、ピーターやMJたちにとって健全なスクールライフを送り難い状況と一変してしまった。また、物語後半では、3人のピーター/スパイダーマンの初の邂逅の場となる。
Peter Pan Donut & Pastry Shop
MJがアルバイトを始めたドーナツの老舗店。ハロウィンシーズン時には、ストレンジを模した人形が装飾の一部として多数天井に吊るされていた。本作におけるピーターとMJ、ネッドの交流の場の一つとなる。
ハッピーのコンドミニアム
ロングアイランドにある、ハッピーの自宅の一室が構えられた超高層マンション。大衆からのバッシングを受け続けるピーターとメイがハッピーの気遣いで居候するようになり、その後、並行世界から転移してきたヴィラン一同の治療の場にも用いられるが、このことが悲劇に繋がってしまう。
サンクタム・サンクトラム
グリニッジ・ヴィレッジのブリーカー通り177Aが住所である、ニューヨークの“サンクタム”を守護する砦として建てられた洋館で、ストレンジが主として隠遁している。本作では、地下室と地下牢が初めて登場し、ピーターたちやヴィラン一同も来館して、物語中盤において本作の一件に対処する拠点の一つとなる。
アレクサンダー・ハミルトン橋
トランス・マンハッタン高速道路とクロス・ブロンクス高速道路を結ぶハイウェイ。ピーターはここで道路渋滞に遭遇していたMIT副総長補佐にMJとネッドのMIT再受験を単身で直訴したが、そこに現れたオクタビアスとの戦いに突入し、最終的にはグリーン・ゴブリンも現れる。
F.E.A.S.T.コミュニティ・センター
ニューヨーク市内の一角にある古びたビルの中に構えられたF.E.A.S.T.の施設。ここの厨房が、ノーマンとメイ、ピーターの初の邂逅の場となる。
リバティ島
アッパー・ニューヨーク湾に位置する島。アメリカのシンボルとして設置されている自由の女神像に、キャプテン・アメリカの盾を模した巨大なモニュメントを取り付けるための改築が本作の時点で行われており、建設用の足場や、後に外れ落ちた盾のモニュメントなど女神像一帯が本作のクライマックスの舞台となる。
ロックフェラー・センター
マンハッタンに位置する複合施設。本作のラストで、自警活動を再開したピーターがロックフェラーセンター・クリスマスツリー上空をスイングして通過する。その数日後には、『ホークアイ』の舞台となる。

#### 軍事研究施設
ニューヨーク郊外の地域の一つ。描写された限りでは、森林地帯に複数の鉄塔が建てられ、作業着倉庫も置かれたエリアが登場し、グリーン・ゴブリンの目撃情報からここへ向かったピーターは、ゴブリンではなくマックスに遭遇して彼と戦い、同じく現れたフリントの助力を得て、マックスを実体化させ、彼とフリントをサンクタム・サンクトラムの地下牢に転移させる。

#### 異次元
アストラル次元
肉体を離れた“アストラル体”が存在する次元。ストレンジが一時対立したピーターのアストラル体をここへ転移させる。
ミラー次元
現実世界を基とする鏡映しのような仮想空間のような次元。ストレンジによって展開されたこの次元で、彼とピーターによるマッキナ・ディ・カダヴァスの争奪戦が繰り広げられる。

## 製作

### 企画
2017年7月、ソニーのエイミー・パスカルが、2019年7月公開予定のスパイダーマン単独作の2作目(『スパイダーマン:ファー・フロム・ホーム』)をもって、マーベルとの業務提携が終了する予定であることを明かした。その一方で、『スパイダーマン:ホームカミング』から始まったシリーズは三部作構想であるということを明かしており、3作目については未定であるとした。
2019年8月、ソニーとディズニー/マーベルの間でスパイダーマンの権利を巡る契約交渉が決裂していたことが判明し、これによりスパイダーマンがMCUから離脱することになると報じられた。これにより、ホランド演じるスパイダーマンの単独3作目はMCUには含まれないことが明かされた。同月、過去2作の監督を務めたジョン・ワッツが第3作に関する契約は結んでいないことが報じられた。
同年9月28日、ホランド演じるスパイダーマンの単独作品3作目がマーベル・スタジオとソニーの共同制作となることが発表され、これまで通りMCUのシリーズ作として制作されることが明らかとなった。同時に、第3作の全米公開日が2021年7月16日に予定されていることも明らかとなった。同月、過去作と同様にジョン・ワッツが監督を務めることが報じられた。

### プリプロダクション
2019年8月、過去2作で脚本を務めたクリス・マッケナとエリック・ソマーズが続投することが明らかとなった。
2020年3月、MJ役でゼンデイヤが続投することがホランドによって明かされた。4月25日、本作の全米公開日が2021年11月5日に延期されたことが明らかとなった。5月、本作にデアデビル/マット・マードック役でチャーリー・コックスが出演するという噂が報じられたが、コックス本人が否定した。7月、本作の米公開日が2021年11月5日から同年12月17日へ再延期されたことが発表された。同月、フラッシュ・トンプソン役でトニー・レヴォロリが続投することが明らかとなった。10月、ベネディクト・カンバーバッチがドクター・ストレンジ役で本作に出演することが報じられた。さらに同月、『アメイジング・スパイダーマン2』に登場したエレクトロ/マックス・ディロンが本作に登場することが明らかとなり、同作でエレクトロを演じていたジェイミー・フォックスが本作への出演交渉の最終段階にあることが報じられた。12月、『スパイダーマン2』でドクター・オクトパスを演じていたアルフレッド・モリーナが本作に出演することが判明した。
2021年2月24日、ホランドが自身のインスタグラムで本作のタイトルが『スパイダーマン:フォン・ホーム』であることを発表。しかし同日、共演しているネッド役のジェイコブ・バタロンはインスタグラムで本作のタイトルが『スパイダーマン:ホームレッカー』であると投稿。さらに、MJ役のゼンデイヤも同じくインスタグラムで『スパイダーマン:ホームスライス』であると投稿し、ファンの間で混乱が生じた。翌25日、本作の正式なタイトルが『スパイダーマン:ノー・ウェイ・ホーム』となることが発表された。同月、ホランドは実弟であるハリーが本作にカメオ出演していることを明かした。しかし、最終的に完成版からはハリーの出演シーンはカットされた。

### 撮影
2019年12月、本作の撮影が2020年夏に開始される予定であることが判明した。2020年4月、新型コロナウイルスの蔓延による影響で本作の撮影に遅延が生じる可能性が報じられた。しかし一方で変わらず7月の撮影開始を目指しているという情報も報じられ、7月13日から10月30日まで、アトランタ・ニューヨーク・ロサンゼルス、およびアトランタでの撮影が予定されていると報じられた。同月、ホランドは自身が出演した番組内で、本作の撮影スケジュールが未だ不明であることを明かした。2020年10月中旬からニューヨークにて本作の撮影が開始され、2021年3月頃に終了した。

### ポストプロダクション
2021年8月、予告編が公開された。同月、本作の上映時間が150分であることが判明した。これは歴代のスパイダーマン作品の中で最長の上映時間となり、MCUの中でも『アベンジャーズ/エンドゲーム』『エターナルズ』に次いて3番目の長さとなる。11月、本作の日本公開日が2022年1月7日に決定した。同月、第2弾予告編の公開に合わせたプレミアイベントにホランドが登場し、本作に登場するグリーンゴブリンは『スパイダーマン』と同様にウィレム・デフォーが演じていることを明かした。12月、本作のポストプロダクションが未だに終了していないことが明かされた。

## Blu-ray/DVD・配信
ソニー・ピクチャーズ エンタテインメントよりBlu-ray DiscとDVD、UHD・配信版が発売。
- 配信版（劇場公開版）
  - 2022年3月23日に配信。レンタル版は2022年4月13日に配信。
- 配信版（エクステンデッド版）
  - 2022年11月17に配信。レンタル版が2022年12月7日に配信。
- ディスク版（劇場公開版）
  - スパイダーマン：ノー・ウェイ・ホーム ブルーレイ&DVDセット【初回生産限定】 品番：BRSL-81729 発売日：2022年4月27日
  - スパイダーマン：ノー・ウェイ・ホーム 4K ULTRA HD & ブルーレイセット【初回生産限定】 品番：BRSL-81729 発売日：2022年4月27日
  - スパイダーマン：ノー・ウェイ・ホーム 日本限定プレミアム・スチールブック・エディション【完全数量限定】 品番：BPBH-1275 発売日：2022年4月27日
- レンタル版（劇場公開版）
  - 配信のレンタルは2022年4月13日、DVDのレンタルは2022年5月3日開始予定。DVDレンタル品番：RDD-81729

## 公開
2021年12月15日にイギリスや韓国などにおいて先行公開され、同月17日に米国を始めとする大半の国と地域（日本とフィリピンなどを除く）で公開。日本では3週間遅れの2022年1月7日に公開された。なお、米国では当初、2021年7月16日に公開が決まっていたが、新型コロナウイルス（COVID-19）のパンデミックの影響で同年11月5日に延期された後、更に12月に変更された。
アメリカのエンターテインメント情報誌「バラエティ」によると、本作品が中華人民共和国（中国）において、中国当局の審査や検閲を通過し、同国内の映画館で上映される可能性が高くなったと2021年11月に報じた。MCUの作品を巡っては、作品の製作者や出演者らが中国共産党などを批判した影響でMCUフェーズ4の作品が同月時点で未だに公開されない事態が続いている。このため、本作品が中国において公開された場合はMCUフェーズ4最初の上映作品になるとされていた。しかし、中国規制当局から要求された自由の女神像が映るシーンの削除を製作側が拒否したため、中国国内での本作品上映は行われなくなったと2022年5月に報じられた。
定額制動画配信サービスではソニー・ピクチャーズがライオンズゲート・エンターテイメント並びにワーナーメディアとの間でソニー製作作品の独占放映権契約を結んでいることから、アメリカ国内ではライオンズゲート傘下のStarz、ヨーロッパではワーナーメディア傘下のHBO Maxにてそれぞれ配信されることが有力視されていると2022年2月に報じられている。日本ではAmazon.co.jp傘下のAmazon Prime Videoにて2022年8月27日から見放題独占配信することを同年7月28日に同社が発表した。
北米では2022年9月2日、日本では2022年9月9日より未公開シーン約11分を追加した『スパイダーマン：ノー・ウェイ・ホーム THE MORE FUN STUFF VERSION』を再上映

## 作品の評価

### 興行収入
初週末3日間のオープニング興収は2億6,000万ドルとなり、『アベンジャーズ/エンドゲーム』に次ぎ歴代2位となった。また、本作の全米での興行収入は『アバター』を抜き、歴代3位のヒットとなった。

### 映画批評家によるレビュー
Rotten Tomatoesによれば、419件の評論のうち高評価は93%にあたる389件で、平均点は10点満点中7.9点、批評家の一致した見解は「『スパイダーマン』の続編として、より大きく、より大胆になった『ノー・ウェイ・ホーム』は、ユーモアとハートを見失うことなく、シリーズのスコープと利害関係を拡大している。」となっている。
Metacriticによれば、60件の評論のうち、高評価は50件、賛否混在は10件、低評価はなく、平均点は100点満点中71点となっている。